# Paola Fraschini
Paola Fraschini (Genova, 25 marzo 1984) è una pattinatrice artistica a rotelle italiana.

## Biografia
Ha vinto il campionato del mondo nella categoria "Solo dance Senior" a Friburgo nel 2009, ripetendosi nel 2010 a Portimão, nel 2011 a Brasilia, nel 2012 a Auckland, nel 2013 a Taipei e nel 2014 a Reus. Nel 2010 ha vinto anche il titolo europeo nella categoria "Coppia danza Senior" con Marco Brogi a Vic. Nel 2016 è campionessa italiana, europea e mondiale nella specialità quartetto con Calebrity sulle note di Notturno.
Dal 2017 entra a fare parte del cast del Cirque du Soleil come prima pattinatrice a rotelle per lo spettacolo Volta interpretando il ruolo di Ela. Nel 2018 pubblica il libro autobiografico Come il leone e la farfalla, tradotto in inglese e spagnolo. Fa parte della società sportiva A.S.D. Sturla Pattinaggio Genova.
Durante il Festival di Sanremo 2021 ha eseguito una coreografia di accompagnamento alla canzone Musica leggerissima dei cantautori Colapesce e Dimartino. Si è esibita sul palco dell'Ariston in un balletto con i pattini a rotelle, stile anni ottanta.

## Palmarès
In coppia con Marco Noli:
- 1992 - Campionati italiani ed europei.
- 1993 - Oro ai campionati nazionali esordienti del 1993.
- 1995 - Oro ai campionati nazionali allievi.
- 1996 - Oro ai campionati nazionali allievi.
- 1997 - Oro ai campionati europei cadetti.
- 1999 - Argento ai campionati europei cadetti.
- 2001 - Argento ai campionati nazionali.
- 2001 - Argento ai campionati mondiali juniores.
- 2003 - Bronzo ai campionati europei

In coppia con Marco Brogi:
- 2010 - Oro ai campionati europei seniores.
- 2011 - Oro ai campionati europei seniores.

Da singola, nella solo dance:
- 2009 - Oro ai campionati nazionali seniores.
- 2009 - Oro ai campionati mondiali seniores.
- 2010 - Oro ai campionati nazionali seniores.
- 2010 - Oro ai campionati mondiali seniores.
- 2011 - Oro ai campionati nazionali seniores.
- 2011 - Oro ai campionati mondiali seniores.
- 2012 - Oro ai campionati nazionali seniores.
- 2012 - Oro ai campionati mondiali seniores.
- 2013 - Oro ai campionati nazionali seniores.
- 2013 - Oro ai campionati mondiali seniores.
- 2014 - Oro ai campionati nazionali seniores.

Quartetti con Celebrity:
- 2016 - Oro ai campionati nazionali, europei e mondiali seniores.

### Riconoscimenti
- "Lo Sportivo Ligure dell'anno" 2010[5]
- "Medaglia d'oro al valore atletico" riconosciuto dal C.O.N.I.